# 마거릿 (가수)
마거릿(Margaret, 1991년 6월 30일 ~ )은 폴란드의 싱어송라이터이다.

## 음반 목록
- Add the Blonde (2014)
- Just the Two of Us (with Matt Dusk) (2015)
- Monkey Business (2017)
- Gaja Hornby (2019)